# Liste der Monuments historiques in Peumerit
Die Liste der Monuments historiques in Peumerit führt die Monuments historiques in der französischen Gemeinde Peumerit auf.

## Liste der Bauwerke
| Bezeichnung                         | Beschreibung | Standort | Kennzeichnung | Schutzstatus | Datum | Bild           |
| ----------------------------------- | ------------ | -------- | ------------- | ------------ | ----- | -------------- |
| Kapelle St-Joseph                   |              | (Lage)   | PA00090160    | Inscrit      | 1984  | weitere Bilder |
| Dolmen von Penquélennec             |              | (Lage)   | PA00090161    | Classé       | 1922  |                |
| Manoir de Lesmadec (Herrenhaus)     |              | (Lage)   | PA00090162    | Inscrit      | 1968  |                |
| Manoir de Penquélennec (Herrenhaus) |              | (Lage)   | PA00090163    | Inscrit      | 1932  |                |

## Liste der Objekte
- Monuments historiques (Objekte) in Peumerit in der Base Palissy des französischen Kultusministeriums